# Armenteros (Castille-et-León)
Pour les articles homonymes, voir Armenteros.
Armenteros est une commune de la province de Salamanque dans la communauté autonome de Castille-et-León en Espagne.